# Trilla
Se denomina trilla a la actividad y su resultado, que se hace con los cereales, tras la siega, para retirar el grano de la paja.
Según las épocas y las regiones se han empleado diversos sistemas para separar el grano de la paja: Podemos diferenciar dos métodos la maja y la trilla. 

## La maja
Maja empleado cuando la cantidad de mies es poca y cuando interesa conservar las cañas de paja en el mejor estado posible para su uso posterior en techumbres, cestos, atar gavillas, etc. y que se empleaba con cereales de paja más larga como el centeno.
Golpeando (majando) las gavillas de cereal contra una piedra majadera, o una tabla llamada tarugo majadero. Las gavillas se sujetaban con las dos manos un manojo cogido por los tallos, y la espiga se sacudía contra la superficie de majar; así, ésta se desgranaba y soltaba la semilla. Se usaba para pequeñas cantidades y tenía la ventaja de que la limpia posterior era más fácil. Aunque el procedimiento no era tan efectivo como los otros sistemas, pues dejaba algunos granos en las granzas.

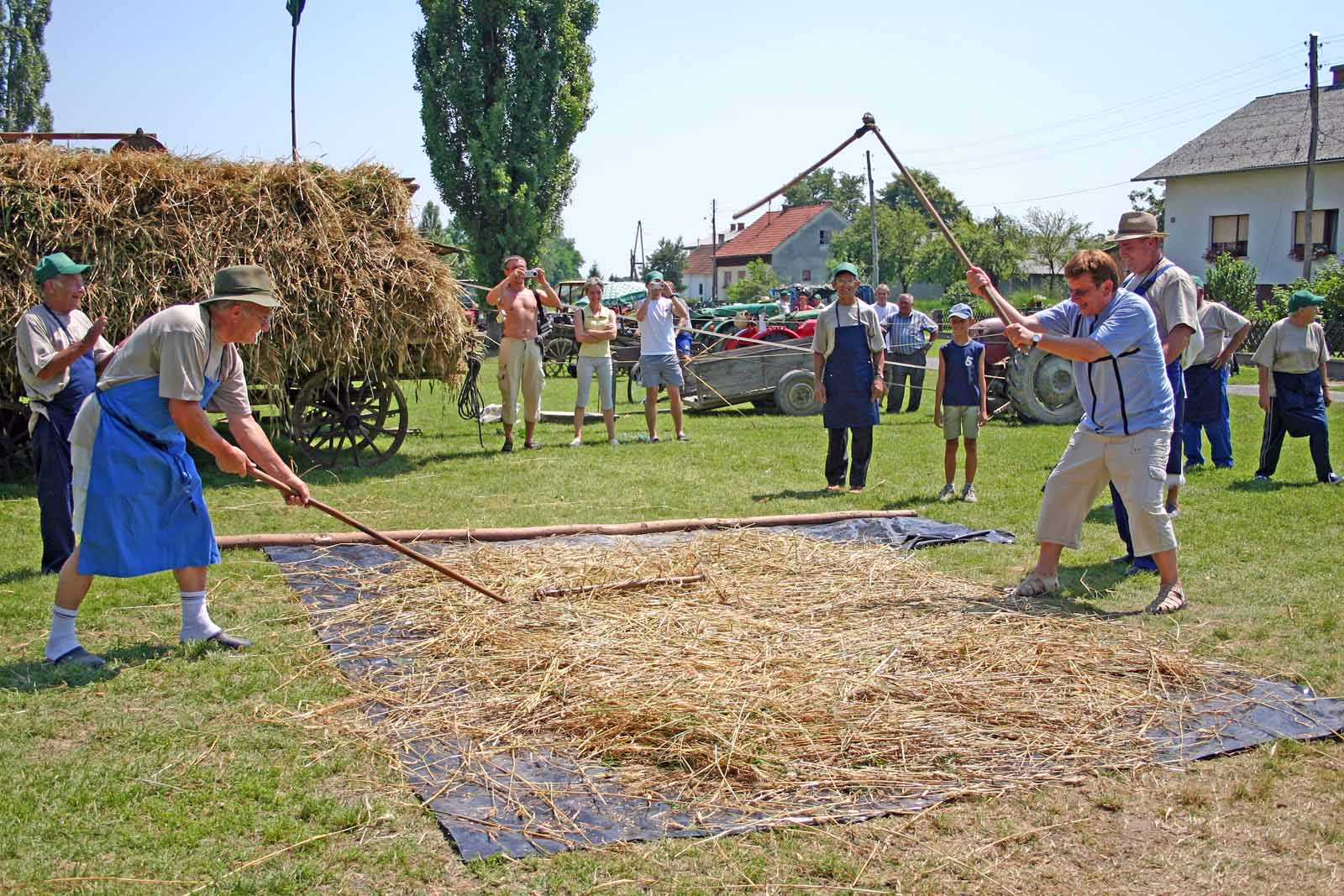
Uso del mayal en Eslovenia

Maja con mayal: el mayal es un sencillo apero compuesto por un mango de madera largo y fino atado a una maza, también de madera, más corta y estrecha, con la que se golpea la parva hasta separar la semilla del tallo. Conocido, probablemente, desde el Neolítico, es el instrumento más usual en Europa Occidental y en todo el Viejo Continente. Según los estudios del etnólogo sueco, Dag Trotzig, la península ibérica es la zona en la que el mayal está menos extendido. Se usa sobre todo en las zonas del norte (desde Galicia, al Pirineo catalán) y en las montañas; también se da en diversas comarcas de Portugal. El mayal, junto con el palo de majar, era un instrumento propio de agricultores modestos o jornaleros, pues los más acomodados usaban el trillo.

## La trilla
La Trilla propiamente dicha, al tiempo que desgrana las espigas tritura también la paja que puede tener otros usos.
Haciendo pisotear la mies esparcida por la era por tropillas de bueyes o caballos ("trilla a yegua suelta"). Este tipo de trilla se usaba en el Antiguo Egipto y en la Antigua Roma, esta también sería la técnica descrita por Jenofonte es su libro de Economía (Diálogo entre Sócrates y Iscómaco); en la Meseta española se empleó este sistema para pequeñas cosechas de garbanzos y cebada (ya que éstas se desgranan con mayor facilidad que el trigo y, a veces, no son necesarios más instrumentos): En las partes donde ay yeguas, trillan con dos, ò tres varillas, que cada varilla ∫on doze yeguas, y de e∫ta manera en un día, haziēndo buen tiempo, trillaràn cinquenta, ha∫ta cien cargas de trigo. Otro ejemplo: «El trigo no se trilla mediante trillos si no que se quiebra por los caballos que se arrean en rueda en número de cien hasta doscientos en el lugar donde yacen las espigas. Con esto se ahorra mucho tiempo y trabajo».

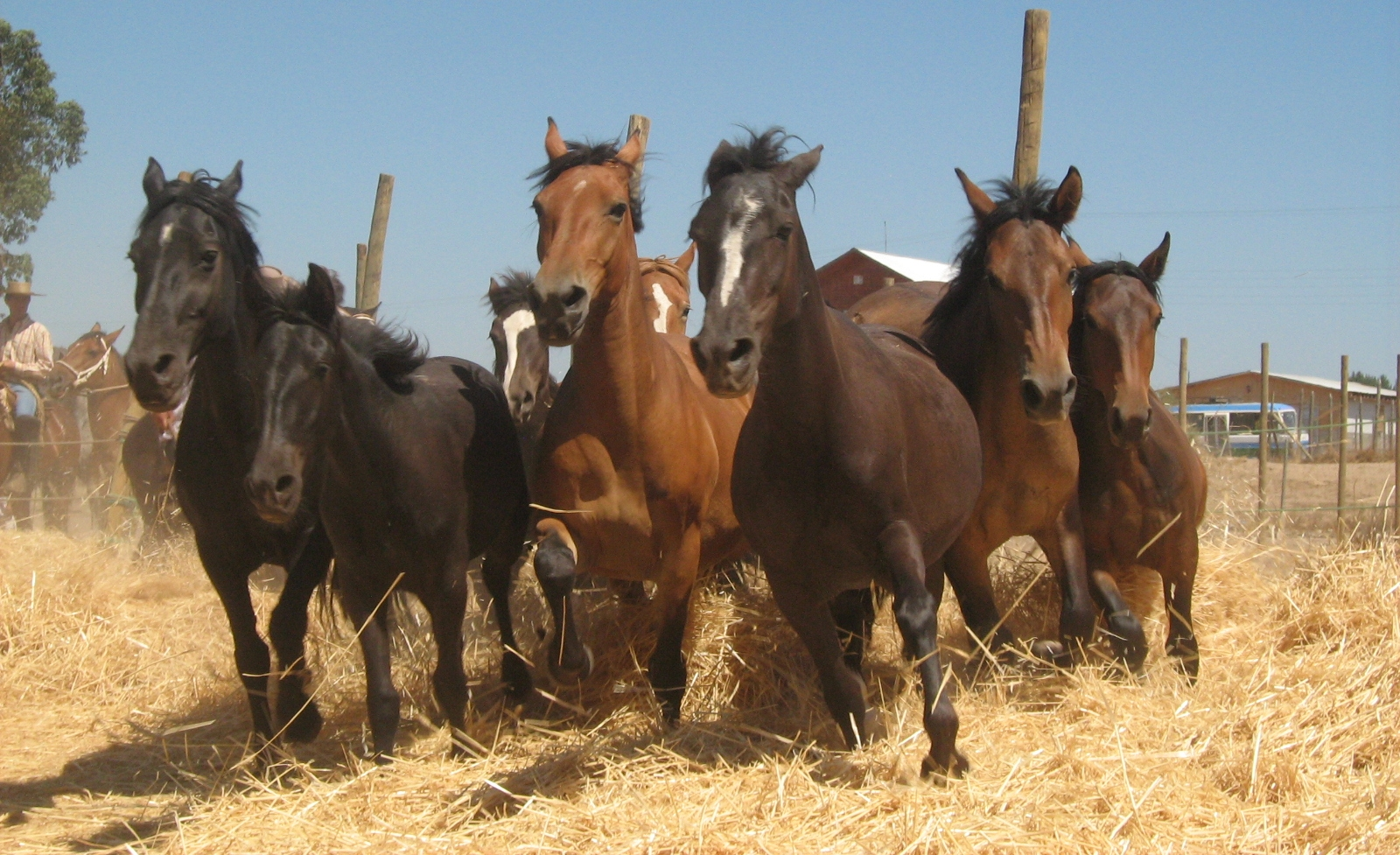
Trilla a yegua suelta en Pencahue.

La trilla a yegua suelta es una antigua tradición campesina que se realiza en Chile. Se usan yeguas y caballos que pisotean las gavillas para separar la paja del grano. Actualmente existen máquinas que han desplazado esta actividad. Sin embargo se realiza por tradición, generalmente en los meses de verano. La celebración posterior incluye otros actos costumbristas, como Misa y casamiento a la chilena, carrera de perros galgos, rodeos, comidas típicas, etc. En Argentina este método de trilla predominó hasta el último cuarto del siglo XIX. Se denominaba "trilla a pata de yegua".
|  |  |

Trilla con trillo: El trillo consistía en una plancha de madera, cuya superficie inferior tenía incrustadas una gran cantidad de piedrecillas cortantes, habitualmente lascas de sílex y el frente curvado hacia arriba como un trineo. Los trillos eran arrastrados por caballos o bueyes sobre la parva extendida en una era, y conducidos por un "trillique", que era generalmente un rapaz, todavía pequeño para hacer la siega, labor más dura.
|  |  |

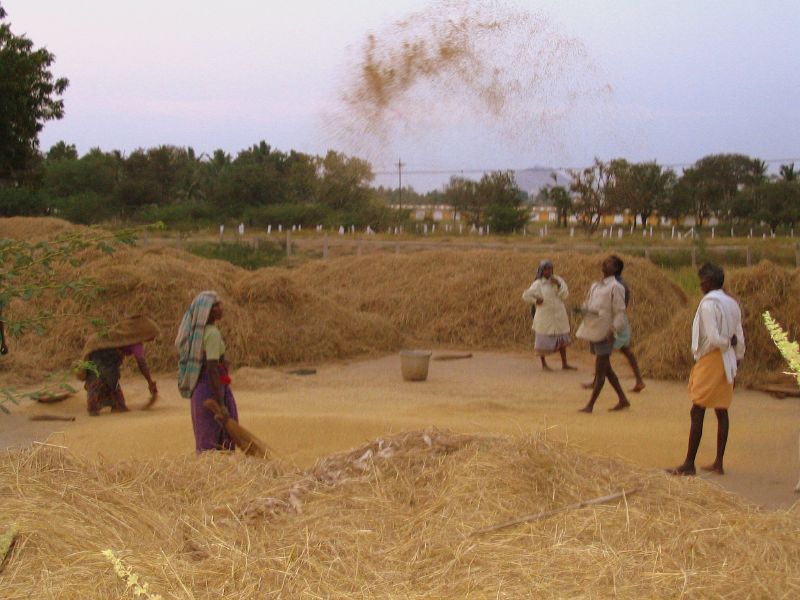
Aventado para separar paja de trigo en India

Tras la trilla se hacía la limpia por medio del aventado, que consistía en lanzar al aire la mezcla de paja y grano obtenida; la brisa más ligera era capaz de arrastrar el bálago a un lado, mientras que el grano caía en el mismo lugar. Es concebible y muy probable que esta sea la forma de aventado descrita por Jenofonte, de forma vaga porque la supone muy conocida, en su libro Economía.
Hacia los años 1930 todas estas labores eran manuales en España. Con la mecanización agraria, a partir de los años 40, comenzaron a difundirse trilladoras mecánicas, aunque la trilla siguió siendo tradicional. La limpia por aventado, en cambio, lo hacía otra máquina, la aventadora o «beldadora». Modernamente las cosechadoras, hacen toda la labor, desde la siega hasta la separación del grano y de la paja, que dejan sobre el terreno en sacos y pacas, respectivamente, para su recogida. Otras veces la propia máquina almacena el grano y, periódicamente, se pasa a un depósito provisto de una tolva arrastrado por un tractor.
Con estos cambios, un campo que antiguamente necesitaba 70 personas trabajando durante 15 o 20 días, se cosecha ahora en un día o dos, con una máquina y dos personas.